# Carex ilseana
Carex ilseana là một loài thực vật có hoa trong họ Cói. Loài này được Ruhmer mô tả khoa học đầu tiên năm 1881.